# Steinlandsfjorden
Steinlandsfjorden er en fjord på vestsiden af Langøya i Vesterålen, i Øksnes kommune i Nordland fylke  i Norge. Fjorden har indløb mellem Stavneset i nord og Hundsholmen i syd og går omkring  otte kilometer mod sydøst til fjordbunden ved Tuva.
Vestsiden af fjorden er i dag ubeboet og uden veje. Der har imidlertid været spredt bosætning der tidligere.  På østsiden af fjorden går riksvej 821 mod Myre, og på den side er der også en del bebyggelse. Fjorden er omkranset af høje fjelde og har derfor relativ lidt bosætning. Mellem gårdene Steinland og Åsen ligger Snykolla, som er det højeste fjeld på Langøya. Stedet Steinland, som har givet navn til fjorden, ligger på østsiden. 
De steder hvor der stadig bor nogen, er Lønnskog, Bollvåg, Stranda, Steinland, og det som betegnes som Fjorden, som er bunden af fjorden og består af flere tidligere større gårde som har givet navn til de forskjellige steder. Denne del af Steinlandsfjord havde tidligere postadressen Elvenestrand, mens bygderne yderst i fjorden lå til Steinland. Begge steder havde tidligere både postkontor og butik. Skolen lå på Steinland og var oprindelig en internatskole. Dette ændrede sig efter at vejen langs fjorden blev færdigbygget. 
Frem til slutningen af 1970'erne var der drift på de fleste småbrug i bygderne, men en efter en blev nedlagt pga. manglende lønsomhed og fraflytning. Bygderne langs fjorden har aldrig haft mange arbejdspladser, og indbyggerne har alltid pendlet til  byer som Myre og Sortland. Her har særlig fiskeindustrien været en vigtig indtægtskilde for bygdefolket, men dette har ændret sig i de senere år. Efter at skole, post og butik blev nedlagt, har der været en negativ udvikling mht. folketallet. En periode i 1990'erne var der i  hovedsagen ældre indbyggere, men dette har ændret sig, og i de senere år er der flere yngre som har bosat sig  langs fjorden. Skolen ligger på Myre.

## Arkæologi
På Flatholmen i Steinlandsfjorden findes en gravplads som sandsynligvis stammer fra vikingetiden. Gravpladsen har 15 grave, hvoraf 8 bådformede. Der findes også flere rester efter samisk bosætning, både på gården Elvenes og i Strompedalen.